# Медвецький Микола Вікторович
Микола Вікторович Медве́цький (нар. 30 листопада 1930, Ізки — пом. 21 липня 2007, Будапешт) — український радянський і угорський живописець, графік і педагог; член Спілки художників України з 1960 року; заслужений художник УРСР з 1985 року. Чоловік художниці Едіти Медвецької-Лутак, батько художниці Агнеси Медвецької.

## Біографія
Народився 30 листопада 1930 року в селі Ізках (тепер Хустський район Закарпатської області, Україна). 1952 року закінсив живописний відділ Ужгородське училище прикладного мистецтва, де навчався у Йосипа Бокшая, Адальберта Ерделі, Федора Манайла. 1958 року закінчив факультет декоративно-монументального живопису Львівського інституту прикладного та декоративного мистецтва (викладачі Данило Довбошинський, Роман Сельський, Юрій Щербатенко).
Впродовж 1958—1964 років викладав у Ужгородському училищі прикладного мистецтва. Серед учнів — Тарас Данилич, Марія та Мігаль Іванчо, Василь Олашин, Василь Сабов, Петро Фелдеші. Жив в Ужгороді в будинку на проспекті 40-річчя Жовтня № 26, квартира 73. У 1991 році виїхав до Будапешта. Помер в Будапешті 21 липня 2007 року.

## Творчість
Працював у галузі монументально-декоративного мистецтва і станкового живопису. Серед робіт:
монументально-декоративне мистецтво
- розпис у Будинку культури села (1959, Пийтерфолво);
- фреска та сграфіто в кафе «Ужгород» (1964, Ужгород);
- сграфіто для винного підвалу «Променисте» (1966, Ужгорож);
- розпис магазину «Нектар» (1966, Ленінград);
- «Легенда про місто Берегове» (1967);
- сграфіто «Легенда про Берегове» (1968, ресторан «Білий камінь», Берегове);
- сграфіто «Бронзовий вік» (1971, Закарпатський краєзнавчий музей);
- «Шахтарське свято» (1972);
- «Культура і мистецтво» (1976);
- «Від колиски до могили» (1983, Пийтерфолво);
- «Етапи великого шляху» (1985, залізнична станція Чоп);
- «Туризм» (1989, турбаза «Латориця», Мукачево);
- вітраж «Історія залізниці» (1990, Ужгород);

живопис
- «Селянин із Дівочого» (1960);
- «Данилівська церква» (1978);
- «Відлига» (1982);
- «Старе подвір'я» (1983);
- «Пізня осінь» (1990);
- «Тиша» (1992);
- «Вітряний день у Женне» (1993);
- «Острівець» (1993);
- «На березі Раби» (1993);
- «У свято» (1993).

Брав участь в обласних, всеукраїнських мистецьких виставках і пленерах з 1958 року, зарубіжних — з 1967 року. Персональні виставки відбулися у Львові та Чернівцях у 1982 році, Ньїредьгазі у 1985 році, Кестгеї у 1994 році.
Твори митця придбані Міністерством культури та мистецтва України, а також є у фондах музеїв України та зарубіжних країн.